# Otočje Salvages
Otočje Salvages je del Makaronezije in ležijo med Kanarskimi otoki in Madeiro. Največji otoki arhipelaga so: Selvagem Grande, Selvagem Pequena in Ilheu de Fora.
Že leta 1438 si jih je prisvojila Portugalska.